# Златово
Златово је насеље у Србији у општини Деспотовац у Поморавском округу. Према попису из 2022. било је 509 становника.
Овде се налази Запис Трифуновића храст (Златово).

## Порекло становништва
Према пореклу ондашње становништво Златова из 1903. године мможе се овако распоредити:
Најстарије породице су: Кукићи од којих су: Васиљевићи и Илићи славе св. Луку. Бојовићи од којих су: Милићевци, Ђуровци, Брђанци и Гашићи, славе св. Арханђела. Обе породице досељене око 1750. године са Пештера у околини Сјенице.
- Сјеничко-пештерских досељеника има 2 породице са 93 куће.
- Из Шумадије има 3 породице са 18 куће.
- Из Тимочке-крајине има 1 породица са 2 куће.
- Вардарско-моравских досељеника има 1 породица са 2 куће. (подаци датирају из 1903. године[1]

## Демографија
У насељу Златово живи 463 пунолетна становника, а просечна старост становништва износи 47,0 година (46,6 код мушкараца и 47,4 код жена). У насељу има 157 домаћинстава, а просечан број чланова по домаћинству је 3,50.
Ово насеље је великим делом насељено Србима (према попису из 2002. године), а у последња три пописа, примећен је пад у броју становника.
|  |

| Демографија | Демографија | Демографија |
| Година      | Становника  | Становника  |
| ----------- | ----------- | ----------- |
| 1948.       | 1.076       |             |
| 1953.       | 1.128       |             |
| 1961.       | 1.083       |             |
| 1971.       | 1.043       |             |
| 1981.       | 978         |             |
| 1991.       | 945         | 680         |
| 2002.       | 549         | 905         |
| 2011.       | 461         |             |
| 2022.       | 509         |             |

| Етнички састав према попису из 2002.‍ | Етнички састав према попису из 2002.‍ | Етнички састав према попису из 2002.‍ | Етнички састав према попису из 2002.‍ | Етнички састав према попису из 2002.‍ |
| ------------------------------------ | ------------------------------------ | ------------------------------------ | ------------------------------------ | ------------------------------------ |
|                                      |                                      |                                      |                                      |                                      |
| Срби                                 | Срби                                 |                                      | 547                                  | 99,63%                               |
| непознато                            | непознато                            |                                      | 2                                    | 0,36%                                |

| Година пописа     | 1948. | 1953. | 1961. | 1971. | 1981. | 1991. | 2002. |
| ----------------- | ----- | ----- | ----- | ----- | ----- | ----- | ----- |
| Број домаћинстава | 205   | 214   | 220   | 224   | 208   | 192   | 157   |

| Број чланова      | 1  | 2  | 3  | 4  | 5  | 6  | 7 | 8 | 9 | 10 и више | Просек |
| ----------------- | -- | -- | -- | -- | -- | -- | - | - | - | --------- | ------ |
| Број домаћинстава | 16 | 53 | 17 | 24 | 20 | 14 | 9 | 3 | 1 | 0         | 3,50   |

| Пол    | Укупно | Неожењен/Неудата | Ожењен/Удата | Удовац/Удовица | Разведен/Разведена | Непознато |
| ------ | ------ | ---------------- | ------------ | -------------- | ------------------ | --------- |
| Мушки  | 234    | 37               | 179          | 12             | 6                  | 0         |
| Женски | 249    | 25               | 180          | 34             | 7                  | 3         |
| УКУПНО | 483    | 62               | 359          | 46             | 13                 | 3         |

| Пол    | Укупно                    | Пољопривреда, лов и шумарство | Рибарство                            | Вађење руде и камена | Прерађивачка индустрија       |
| ------ | ------------------------- | ----------------------------- | ------------------------------------ | -------------------- | ----------------------------- |
| Мушки  | 148                       | 127                           | 0                                    | 0                    | 3                             |
| Женски | 126                       | 125                           | 0                                    | 0                    | 0                             |
| УКУПНО | 274                       | 252                           | 0                                    | 0                    | 3                             |
| Пол    | Производња и снабдевање   | Грађевинарство                | Трговина                             | Хотели и ресторани   | Саобраћај, складиштење и везе |
| Мушки  | 0                         | 1                             | 8                                    | 5                    | 1                             |
| Женски | 0                         | 0                             | 0                                    | 0                    | 0                             |
| УКУПНО | 0                         | 1                             | 8                                    | 5                    | 1                             |
| Пол    | Финансијско посредовање   | Некретнине                    | Државна управа и одбрана             | Образовање           | Здравствени и социјални рад   |
| Мушки  | 0                         | 0                             | 2                                    | 0                    | 1                             |
| Женски | 0                         | 0                             | 0                                    | 0                    | 1                             |
| УКУПНО | 0                         | 0                             | 2                                    | 0                    | 2                             |
| Пол    | Остале услужне активности | Приватна домаћинства          | Екстериторијалне организације и тела | Непознато            | Непознато                     |
| Мушки  | 0                         | 0                             | 0                                    | 0                    | 0                             |
| Женски | 0                         | 0                             | 0                                    | 0                    | 0                             |
| УКУПНО | 0                         | 0                             | 0                                    | 0                    | 0                             |